# Lydia Wanyoto
Lydia Wanyoto Mutende (nhũ danh Lydia Wanyoto), là một luật sư, chính trị gia và nhà ngoại giao người Uganda, từng giữ chức Phó đại diện đặc biệt của Chủ tịch Ủy ban Liên minh châu Phi (DSRCC), có trụ sở tại Addis Ababa, Ethiopia. Từ tháng 7 năm 2014 đến tháng 8 năm 2014, cô tạm thời giữ chức vụ Trưởng Phái đoàn Liên minh Châu Phi tại Somalia.

## Bối cảnh và giáo dục ban đầu
Wanyoto được sinh ra ở Mbale, ở khu vực phía đông của Uganda vào khoảng năm 1971.
Cô học trường tiểu học Fairway, ở Mbale, nơi cô lấy được chứng nhận rời trường tiểu học. Cô chuyển đến trường trung học Gayaza, ở quận Wakiso, nơi cô có được chứng chỉ Cấp độ thông thường. Cô đã hoàn thành trung học tại Trường trung học Makerere, nơi cô có được Bằng tốt nghiệp Trung học.
Cô được nhận vào Đại học Christian Christian (UCU), nơi cô tốt nghiệp Cử nhân Giáo dục Ngôn ngữ, chuyên về văn học Anh, ngôn ngữ tiếng Anh, tiếng Pháp và tiếng Kiswahili. Cô tiếp tục lấy bằng Cử nhân Luật, cũng từ UCU.
Sau đó cô đã học bằng Cao đẳng về Thực hành Pháp lý, được trao bởi Trung tâm Phát triển Luật, ở Campuchia. Bằng thạc sĩ đầu tiên của cô, bằng thạc sĩ nghệ thuật về luật nhân quyền, được Đại học Makerere, trường đại học công lập lớn nhất và lâu đời nhất ở Uganda cấp. Bằng thạc sĩ thứ hai của cô, thạc sĩ nghệ thuật về nghiên cứu về giới và phụ nữ, cũng được Đại học Makerere cấp.